# Альфонсо Лопес (стадион)
Америко Монтанини (исп. Estadio Américo Montanini) — многофункциональный стадион, расположенный в городе Букараманга, департамент Сантандер (Колумбия). Вместимость стадиона составляет около 29 000 зрителей. Альфонсо Лопес — домашняя арена футбольного клуба «Атлетико Букараманга». Стадион носит имя президента Колумбии Альфонсо Лопеса Пумарехо, дважды возглавлявшего страну в 1930-е и 1940-е годы.
Стадион был построен к 1941 году в рамках подготовки к V Национальным играм Колумбии, которые в том году должна была принимать Букараманга. Декретом губернатора департамента Сантандер ему было присвоено имя президента Колумбии Альфонсо Лопеса Пумарехо. Стадион был открыт 12 декабря 1941 года.
В 1949 году был образован футбольный клуб «Атлетико Букараманга», и Альфонсо Лопес стал его домашней ареной. В 1955 и 1972 году частично перестраивались трибуны стадиона, что позволило увеличить вместимость арены с 10 до 15 тысяч зрителей. В 1996 году Букараманга вновь принимала у себя Национальные игры (XV), в связи с чем была произведена реконструкция стадиона. Вместимость выросла до 30 000 человек.
В сезоне 1996/97 «Атлетико Букараманга» боролся за титул чемпиона страны, и Альфонсо Лопес принимал у себя первый матч финала, в котором хозяева уступили «Америке» из Кали.
В 2006 году Альфонсо Лопес стал первым стадионом Колумбии с искусственным покрытием футбольного поля. В 2010 году стадион принимал у себя все матчи женского Чемпионата Южной Америки среди молодёжных команд.
Стадион также принимал у себя соревнования по мотофристайлу и периодически используется для проведения музыкальных концертов.
В 2017 году стадион модернизировали. На всех трибунах установили пластиковые сидения , заменили искусственный газон на натуральный.  